# Fluorel·lestadita
La fluorel·lestadita és un mineral de la classe dels silicats, que pertany al grup de l'el·lestadita. Rep el nom en al·lusió a la seva composició, sent l'anàleg amb fluor dominant de l'hidroxilel·lestadita. Antigament era coneguda també amb el nom d'el·lestadita-(F).

## Característiques
La fluorel·lestadita és un silicat de fórmula química Ca₅(SiO₄)1,5(SO₄)1,5F. Va ser aprovada com a espècie vàlida per l'Associació Mineralògica Internacional l'any 1987. Cristal·litza en el sistema hexagonal. La seva duresa a l'escala de Mohs és 4,5.
Segons la classificació de Nickel-Strunz, la fluorel·lestadita pertany a «9.AH - Nesosilicats amb CO₃, SO₄, PO₄, etc.» juntament amb els següents minerals: iimoriïta-(Y), tundrita-(Ce), tundrita-(Nd), spurrita, ternesita, britholita-(Ce), britholita-(Y), el·lestadita-(Cl), fluorbritholita-(Ce), hidroxilel·lestadita, mattheddleïta, tritomita-(Ce), tritomita-(Y), fluorcalciobritholita i fluorbritholita-(Y).

## Formació i jaciments
És un mineral relativament rar trobat en skarns o en calcàries metamorfosades. També ha estat troba en les escombreres de la crema de carbó. Va ser descoberta a la mina de carbó núm. 44 de Kopeisk, a l'óblast de Txeliàbinsk, al Districte Federal dels Urals, Rússia.